# 法西·巴沙加
法西·巴沙加 （阿拉伯语：فتحي علي عبد السلام باشآغا，1962年8月20日—）利比亚政治人物。曾任利比亞民族穩定政府總理及內政部長。

## 生平
1984年，法西·巴沙加毕业于米苏拉塔航空学院，之後成為一名教练机飞行员。1993年，法西·巴沙加从利比亚空军辞职，之後从事进出口贸易工作。
2018年至2021年期间出任利比亚内政部长。2022年2月10日，国民代表大会推举法西·巴沙加出任利比亚总理，以替代先前就任的民族统一政府总理阿卜杜勒·哈米德·德贝巴，遭到其拒絕承認。哈利法·贝加斯姆·哈夫塔尔以及利比亞國民軍則支持法西·巴沙加。 2022年3月3日，国民代表大会另立民族稳定政府，法西·巴沙加在国民代表大会位於图卜鲁格的总部宣誓就职。  